# Laadi
Laadi är en ort i Estland. Den ligger i Tahkuranna kommun och landskapet Pärnumaa, i den sydvästra delen av landet, 130 km söder om huvudstaden Tallinn. Laadi ligger 11 meter över havet och antalet invånare är 205.
Terrängen runt Laadi är mycket platt. Havet är nära Laadi åt nordväst. Runt Laadi är det mycket glesbefolkat, med 2 invånare per kvadratkilometer. Närmaste större samhälle är Pärnu, 14,7 km nordväst om Laadi. I omgivningarna runt Laadi växer i huvudsak blandskog.